# 博米县
博米县（英語：Bomi County）位於利比里亚西北部，是利比里亚15县之一，首府杜伯曼堡 (Tubmanburg)。博米县西北与大角山县接壤，东北与巴波卢县和邦县接壤，东南与蒙特塞拉多县接壤，西南与大西洋接壤。博米县面积为1900平方千米，全縣轄4個行政區。根据2008年利比里亚人口普查，博米县人口为84119，全国排名第十一。每平方千米人口密度为44人。
博米县的产业包括鑽石、橡膠、木材、鐵礦、黃金等。70%的人口從事農業活動、畜牧或漁業。  20% 參與商業和貿易。10%的人口被地方政府僱用 。 位於該縣境內的森那美橡膠種植園是利比里亞第二大橡膠種植園。

## 历史
从1822年到1847年7月26日利比里亚从美国殖民化协会宣布独立为止，大约有3198名从奴隶主那里逃出来的自由奴隶和小安的列斯群岛的奴隶，在美国殖民化协会和其他组织的帮助和支持下，离开加勒比群岛，来到了利比里亚。前加勒比海奴隶来到利比里亚是为了过上更好的生活，获得自由和自治。第一批离开加勒比群岛的奴隶来自巴巴多斯，约有500至1000名被解放的加勒比奴隶作为定居者来到利比里亚。第二批来自加勒比群岛的定居者是来自特立尼达和多巴哥的345人，随后是来自圣文森特和格林纳丁斯的620人，另外350人来自聖克里斯多福及尼維斯，最后两批离开加勒比群岛的定居者是来自格林纳达的483人，最后一批定居者来自圣卢西亚的400名前加勒比奴隶。随着就业机会和发展增长，前奴隶们通过大角山、博米、蒙特塞拉多县、马吉比县和利比里亚的其他地区迁移。
博米县，原名博米地区，曾经是蒙特塞拉多县的一部分。塞缪尔·多伊的军事政权于1983年建立了博米县。后来，一项立法法案确认该县是一个独立的实体。博米在戈拉语中的意思是“光”，承认了该县作为利比里亚第一个铁矿开采地的地位。
20世纪50年代和60年代，利比里亚矿业公司在该地区开采铁矿石。该公司于1979年关闭其业务。

## 气候地理
博米县的面积为746平方英里（1,900平方公里）。该县西北与大角山县接壤，东北与巴波卢县和邦县接壤，东南与蒙特塞拉多县接壤，西南与大西洋接壤。
洛法河构成了博米县和大角山县的边界。该河的一条支流构成了博米县和巴波卢县之间的部分边界。圣保罗河构成了博米县和蒙特塞拉多县之间的部分边界。
博米县的气候一年四季普遍温暖。一年有两个季节--雨季从4月开始，10月结束，旱季从11月到3月。

## 人口
2008年利比里亚人口普查显示，博米县的人口为84119人，人口数在利比里亚排名第11位。当时，该县的人口密度为每平方英里113人（每平方公里44人）。
博米县包含五个酋长领地和18个部族。该县的主要民族是戈拉、代、曼丁卡和克佩勒。

## 资源和经济
博米县的资源包括钻石、橡胶、木材、铁矿石、黄金、水、石头、沙子和肥沃的农业用地。70%的人口从事农业活动，包括生产或开采大米（主食）、木薯、红薯、艾多、大蕉、蔬菜、橡胶、棕榈油和牲畜或从事渔业。20%的人参与商业和贸易活动。地方政府雇用了10%。利比里亚第二大橡胶种植园Sime Darby就位于该县境内。